# Задаток
Зада́ток — некоторая денежная сумма или имущественная ценность, которую одна сторона договора передаёт другой стороне этого же договора как доказательство заключения договора, в счёт исполнения обязательств по нему и в обеспечение исполнения обязательств по этому договору. В силу одной из своих функций, задаток относится к обеспечениям обязательств.
Во всех случаях условие о передаче задатка должно полностью идентифицировать уплачиваемые в качестве задатка деньги именно как задаток, то есть суммы, передаваемые в счёт исполнения обязательства по договору, в знак заключения этого договора и в обеспечение исполнения обязательств по нему. Если таким образом передаваемые суммы нельзя квалифицировать, то они считаются авансом.
В Российской Федерации (ст. 380 и 381 ГК РФ) задатком могут служить только денежные суммы, однако уже в соответствии с Гражданским Кодексом Украины, например, в качестве задатка могут выступать и движимые вещи.
Основные отличия задатка от аванса:
- Если тот, кто дал задаток, несёт ответственность за неисполнение обязательства по договору, обеспеченному задатком, задаток полностью остаётся у получившего его;
- Если тот, кто получил задаток, несёт ответственность за неисполнение обязательства по договору, обеспеченному задатком, получивший задаток обязан вернуть давшему этот задаток в двойном размере.

В остальных случаях (например, при действии непреодолимой силы) задаток (как и аванс) просто возвращается давшему его в однократном размере.

## История
Задаток существовал ещё в глубокой древности, тогда он являлся символическим подтверждением заключения сделки и был важным доказательством её действительности. Позднее формальные требования стали ослабляться, и задаток стал внешним свидетельством заключения сделки. Римское право предусматривало, что нарушившая договор сторона должна вернуть задаток, таким образом он приобрёл характер штрафа, подталкивающего к исполнению обязательств.
В Древней Руси задаток («пополнок») являлся только свидетельством заключения сделки, но не засчитывался в её стоимость. В ходе дальнейшего развития торговых отношений задаток получил широкое распространение, особенно среди крестьян. В середине XIX века существовало правило, согласно которому нарушившая договор сторона должна была вернуть задаток. Однако для сделок по продаже недвижимости штрафовались обе стороны: давший задаток покупатель лишался его, продавец же должен был вернуть задаток в двойном размере. В советском законодательстве задаток использовался только по договорам между гражданами или с их участием, и его штрафной характер распространялся на обе стороны.